# Championnats de France de triathlon cross 2014
Navigation
Édition précédente Édition suivante
Cet article présente les résultats du championnats de France de triathlon cross 2014, qui a eu lieu à Saint-Bonnet-Tronçais le dimanche 17 mai 2014.

## Championnat de France de triathlon cross 2014

### Résultats

#### Homme
|        | Triathlète         | Temps           |
| ------ | ------------------ | --------------- |
| Or     | Brice Daubord      | 1 h 36 min 59 s |
| Argent | Arthur Forissier   | 1 h 38 min 53 s |
| Bronze | Fabien Combaluzier | 1 h 39 min 18 s |
| 4      | François Carloni   | 1 h 39 min 36 s |
| 5      | Florian Luquet     | 1 h 41 min 33 s |
| 6      | Clément Briere     | 1 h 42 min 56 s |
| 7      | Nicolas Gosse      | 1 h 45 min 17 s |
| 8      | William Dupuis     | 1 h 45 min 32 s |
| 9      | Audric Lambolez    | 1 h 46 min 06 s |
| 10     | Anthony Flinois    | 1 h 46 min 09 s |

#### Femme
|        | Triathlète           | Temps           |
| ------ | -------------------- | --------------- |
| Or     | Coralie Redelsperger | 1 h 55 min 17 s |
| Argent | Morgane Riou         | 1 h 57 min 59 s |
| Bronze | Céline Valtat        | 2 h 01 min 54 s |
| 4      | Alexandra Borrelly   | 2 h 04 min 27 s |
| 5      | Marie-Claude Debroux | 2 h 05 min 14 s |
| 6      | Amélie Vantomme      | 2 h 08 min 23 s |
| 7      | Erna Fontaine        | 2 h 09 min 41 s |
| 8      | Perrine Goldman      | 2 h 12 min 25 s |
| 9      | Émilie Geneste       | 2 h 13 min 45 s |
| 10     | Véronique Paccard    | 2 h 15 min 19 s |